# Gilf Kebir
Gilf Kebir (in arabo  الجلف الكبير‎?, al-Jilf al-Kabīr; in italiano: Grande Barriera), è un altopiano che si trova nella parte sud-occidentale del deserto libico nella zona al confine fra Egitto, Libia e Sudan; la maggior parte dell'altopiano si trova in territorio egiziano, e solo il settore più sud-occidentale è in territorio libico e sudanese.

## Descrizione
L'altopiano, costituito di calcare e roccia arenaria, ha un'estensione di circa 7.700 chilometri quadrati e si trova un'altezza di 300 metri sopra il livello del deserto.
Nel Gilf Kebir si trova anche il cratere Kebira, alto 950 metri e formatosi oltre 50 milioni di anni fa in seguito alla caduta di un meteorite. L'intero cratere meteoritico occupa 4.500 chilometri quadrati.
Il monte Uweinat si trova nell'estremo sud dell'altopiano, ed è diviso tra Egitto, Libia e Sudan; il punto più alto si trova al confine fra Libia e Sudan.

### Idrografia
Il territorio è solcato da diversi Wadi:
- Wadi al-Akhdar (in arabo:وادى الاخضر)
- Wadi al-Bakht (in arabo:وادى البخت)
- Wadial- Dayyiq (in arabo:وادى الضيق)
- Wadi al-Firāq (in arabo:وادى فراق)
- Wadi al-Jazāʾir (in arabo:وادى الجزائر)
- Wadi Maftūḥ (in arabo:وادى مفتوح)
- Wadi Mashī (in arabo:وادى مشى)
- Wadi Wasaʿ (in arabo:وادى وسع)
- Wadi Sūra (in arabo:وادي صورة)

## Incisioni rupestri

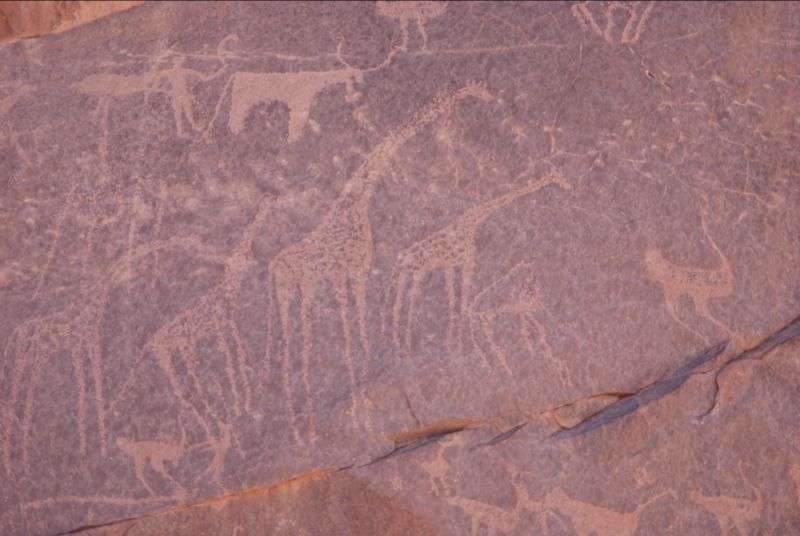
Incisioni rupestri

Il Gilf Kebir è conosciuto soprattutto per le sue incisioni rupestri preistoriche.
- Karkur Talh e Karkur Murr: le due grandi valli orientali contengono una grande concentrazione di arte rupestre dell'intero Sahara;
- Uweinat occidentale: le cavità sotto il duro granito contengono numerosi dipinti, inclusi i famosi siti di Ain Doua;
- il monte Jebel Arkenu, il monte Kissu e la collina Yerguehda e altri più piccoli massicci granitici sotto il monte Uweinat, contengono siti minori;
- Mogharet el Kantara, nella parte meridionale del Gilf Kebir, contiene solo un sito roccioso, una caverna scoperta da Shaw e soci nel 1936;
- Nel Wadi Sura, nel Gilf-Kebir sud-occidentale, si trova la "Caverna dei Nuotatori", scoperta dal conte ungherese László Almásy assieme ad altri affreschi murali;
- La parte sud-occidentale del Gilf Kebir, in direzione di Wadi Sura, ha solamente alcune incisioni sparse, di età apparentemente molto antica;
- Nel gennaio del 2003, la Zarzora Expedition e Jacopo Foggini annunciarono, unilateralmente, la scoperta di un grande sito preistorico nella parte occidentale del Gilf Kebir.

## Letteratura

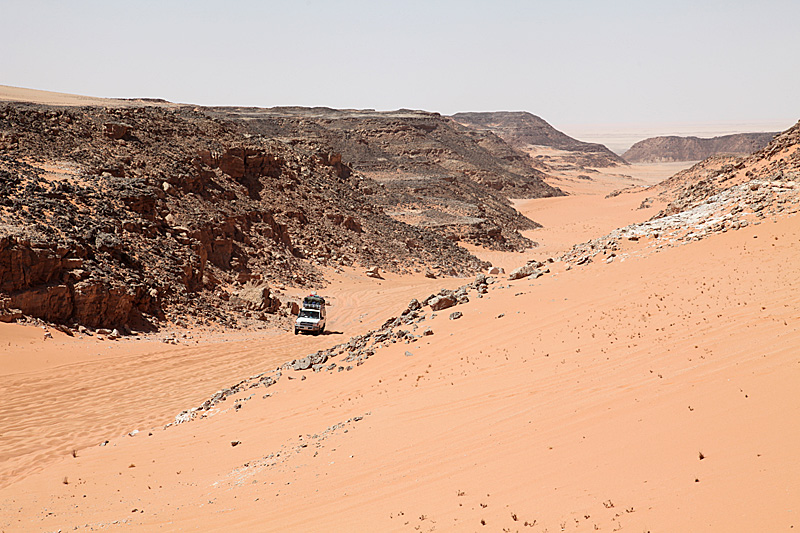
Passo di Aqaba

Il Gilf Kebir compare nel romanzo di Michael Ondaatje (e nel seguente film) intitolato 'Il paziente inglese'.

## Sport
Il deserto Gilf Kebir, nel 2006, è stato teatro di una avventura sportiva da record da parte di un runner italiano: Stefano Miglietti. Il 14 dicembre 2006 il corridore bresciano ha attraversato a piedi, di corsa, questo deserto egiziano. In soli 3 giorni e 5 ore, correndo ad una velocità media di circa 9 km/h, ha coperto l'intero tragitto di 340 km. La partenza è avvenuta a Wadi Mashi. L'arrivo a Silica Glass, deserto confinante con il Gilf Kebir.